# Paratacamite
La paratacamite est une espèce minérale de la famille des halogénures. Sa formule chimique est Cu3(Cu,Zn)(OH)6Cl2. Son nom provient de son association avec l'atacamite.
On la trouve au Chili, dans la mine de Bottalack (en) en Cornouailles au Royaume-Uni, à Broken Hill en Australie, et en Italie à Capo Calamita sur l'île d'Elbe.